# South Hams
South Hams est un gouvernement local du district de la côte sud du Devon, en Angleterre. Il contient les villes de Dartmouth, Kingsbridge, Ivybridge, Salcombe et Totnes. South Hams District Council a ses bureaux à Totnes.

## Municipalités du district
- Ashprington
- Aveton Gifford
- Berry Pomeroy
- Bickleigh
- Bigbury
- Blackawton
- Brixton
- Buckland-Tout-Saints
- Charleton
- Chivelstone
- Churchstow
- Cornwood
- Cornworthy
- Dartington
- Dartmouth
- Dean Prior
- Diptford
- Dittisham
- East Allington
- East Portlemouth
- Ermington
- Frogmore and Sherford
- Halwell and Moreleigh
- Harberton
- Harford
- Holbeton
- Holne
- Ivybridge
- Kingsbridge
- Kingston
- Kingswear
- Littlehempston
- Loddiswell
- Malborough
- Marldon
- Modbury
- Newton and Noss
- North Huish
- Rattery
- Ringmore
- Salcombe
- Shaugh Prior
- Slapton
- South Brent
- South Huish
- South Milton
- South Pool
- Sparkwell
- Staverton
- Stoke Fleming
- Stoke Gabriel
- Stokenham
- Strete
- Thurlestone
- Totnes
- Ugborough
- Wembury
- West Alvington
- West Buckfastleigh
- Woodleigh
- Yealmpton